# Спейсворд
Спейсворд (англ. Spaceword; space — пространство, word — слово) — многомерный пространственный кроссворд со специализированной структурой.
Термин введён в декабре 2000 г., автор — Владимир Марциновский (г. Ростов-на-Дону).
Первым представителем этого принципиально нового по структуре вида кроссвордов является 3D-Спейсворд «Адам», созданный в декабре 2000 г. — трёхмерный пространственный кроссворд, обладающий следующими свойствами:
1. Слова в пространстве Спейсворда расположены таким образом, что при рассечении его какими-либо плоскостями, параллельными координатным плоскостям и отстоящими друг от друга на определённое расстояние-шаг, в сечениях находятся кроссворды.
2. В каждом кроссворде соблюдается симметрия структуры относительно вертикальной и горизонтальной осей симметрии.
3. В каждом кроссворде соблюдается принцип связности слов: возможность перехода из любой клетки любого слова кроссворда в любую клетку любого слова по соседним клеткам. Таким образом, в любом кроссворде отсутствуют отдельные клетки, отдельные блоки слов, слова, не пересекающиеся с другими словами.

## Описание 3D-Спейсворда
В дискретном кубическом пространстве, заданном тремя взаимно перпендикулярными осями A, B, C и ограниченном координатами 1…52 по каждой оси, размещено 6000 слов таким образом, что при рассечении его плоскостями, параллельными координатным плоскостям AB, АС, BС с расстоянием-шагом между ними в 3 единицы, в сечениях находятся классические кроссворды размерами 52 х 52 клетки.

Структура 3D-Спейсворда «Адам»

Каждое сечение-кроссворд обозначается двумя буквами координатной плоскости, которой оно параллельно,
и числом — координатой сечения по третьей оси.
Для каждой координатной плоскости возможны по 18 таких сечений-кроссвордов:
АB-1,4,7,10,13,16,19,22,25,28,31,34,37,40,43,46,49,52;
AC-1,4,7,10,13,16,19,22,25,28,31,34,37,40,43,46,49,52;
BC-1,4,7,10,13,16,19,22,25,28,31,34,37,40,43,46,49,52.
Структуры сеток кроссвордов уникальны для каждой симметричной пары (например, АВ-1 и АВ-52, ВС-4 и ВС-49).
Нумерация каждого слова состоит из «направления» — обозначения оси координат, которой параллельно данное слово,
и сквозного порядкового номера слова в данном направлении.
Каждое слово Спейсворда обязательно присутствует в двух взаимно перпендикулярных пересекающихся кроссвордах,
находится на линии их пересечения и в каждом из двух кроссвордов пересекается с разными словами.

## Характеристики 3D-Спейсворда
- Габариты: 52 х 52 х 52 ед.
- Всего сечений-кроссвордов размерами 52 х 52 единицы: 54 (18 АВ,18 АС,18 ВС)
- Всего уникальных сеток кроссвордов: 27
- Всего слов в Спейсворде: 6000. В том числе по направлениям: A — 1960, B — 2012, C — 2028
- Общая длина всех клеток 54-х кроссвордов составляет около 410 м, что сравнимо с беговой дорожкой стадиона — именно такой длины цепочку букв нужно выписать, чтобы заполнить все кроссворды Спейсворда.

## Сообщения в СМИ

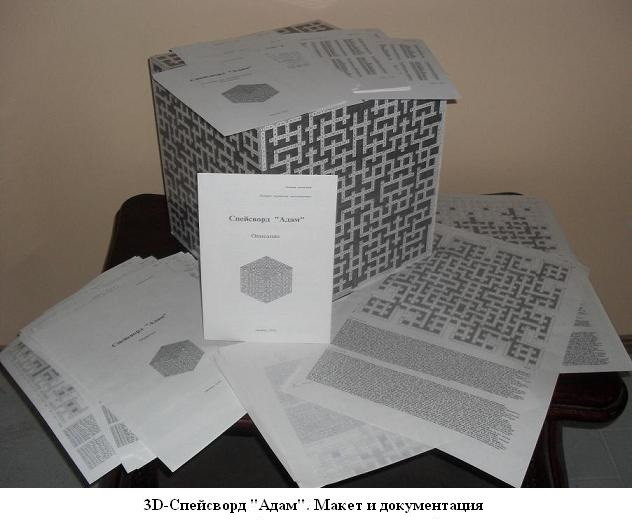
Фото: макет, кроссворды, Описание

1) Впервые слово «спейсворд» в значении пространственного кроссворда было напечатано в газете «РIО» (Ужгород, Украина) № 55 (131) от 30 декабря 2000 г, в заметке на с.15 «Подарунок третьому тисячолiттю» («Подарок третьему тысячелетию»).
2) Репортаж о 3D-Спейсворде в вечерних новостях (ТСН) телевизионного канала «1+1» 19.04.2001, Киев.
3) Эксклюзивное интервью с демонстрацией 3D-Спейсворда в телевизионной утренней программе «Подъём!» Новый канал 29.05.2001, Киев.
4) Заметка "Головоломке в 3D-формате автор присвоил имя «Адам» в рубрике «Трёхмерный кроссворд действительно существует!» в газете «Вечерний Ростов» № 114 (15855) от 11 июня 2013 г., Ростов-на-Дону.
5) Эксклюзивное интервью каналу LifeNews 13 февраля 2014 г.
28 мая 2013 года 3D-Спейсворд был принят к регистрации в Книге рекордов России
("Аналоги Книги рекордов Гиннесса, информационное агентство «Пари») — заявка 14.268